# دوري السنغال الممتاز 2015
دوري السنغال الممتاز 2015 (بالفرنسية: Championnat du Sénégal de football 2014-2015)‏ هو موسم من دوري السنغال الممتاز. كان عدد الأندية المشاركة فيه 14، وفاز فيه نادي اتحاد دوانس الرياضي.